# 辽河口国家级自然保护区
辽河口国家级自然保护区位于中国辽宁省盘锦市，渤海湾北部。面积80,000公顷。具有全亚洲最大的芦苇湿地。主要保护对象为丹顶鹤、黑嘴鸥和河口湿地生态系统。